# Diatomisk molekyle
Diatomiske molekyler er molekyler, der kun findes naturligt i par, fordi de sætter sig sammen. "Di" betyder to på græsk, hvilket betyder, at det er to atomer der sætter sig sammen. Dette ses normalt i diatomiske gasser. Grunden til at atomerne i gassen sætter sig sammen er, at de i deres yderste skal kun mangler en elektron (e-), før skallen er fuld (med undtagelse af oxygen). Visningen er (ved hydrogen som eksempel) H=H. 2 hydrogen-atomer har tilsammen to elektroner, som de "deles om". Der findes kun tre diatomiske molekyler i naturlig gasform: H2, O2 og N2 - Hydrogen (brint), Oxygen (ilt) og Nitrogen (kvælstof) henholdsvis. 
Der findes otte kendte grundstoffer, der kan danne stabile diatomiske molekyler: De tre ovenstående plus fluor (F2), klor (Cl2), brom (Br2), jod (I2) og astat (fra den halogene hovedgruppe i det periodiske system), som kun kan sætte sig sammen, når de bliver opvarmede og kommer i gasform.